# 戸山村
戸山村（とやまむら）は、広島県安佐郡にあった村。現在の広島市安佐南区の一部にあたる。

## 地理
太田川支流・吉山川の中上流域に位置していた。

## 歴史
- 1889年（明治22年）4月1日、町村制の施行により、沼田郡阿戸村、吉山村が合併して村制施行し、戸山村が発足[1][2]。旧村名を継承した阿戸、吉山の2大字を編成[2]。
- 1891年（明治24年）役場の位置等をめぐって分村騒動が発生[2]。
- 1898年（明治31年）10月1日、郡の統合により安佐郡に所属[1][2]。
- 1927年（昭和2年）戸山郵便取扱所開設[2]。
- 1955年（昭和30年）4月1日、安佐郡伴村と合併し、町制施行し沼田町を新設して廃止された[1][2]。

### 地名の由来
合併旧村名の各一文字を組み合わせたもの。

## 産業
- 農業、養蚕、製材、製炭[2]

## 交通

### 乗合バス
- 1935年（昭和10年）頃、安～伴～久地～戸山間に乗合バス運行[2]。